# Bathyraja maculata
Bathyraja maculata е вид хрущялна риба от семейство Arhynchobatidae. Видът не е застрашен от изчезване.

## Разпространение и местообитание
Разпространен е в Русия (Европейска част на Русия, Камчатка и Курилски острови) и САЩ (Аляска).
Среща се на дълбочина от 245 до 1193 m.

## Описание
На дължина достигат до 1,2 m, а теглото им е максимум 8500 g.